# Svenska Superligan 2011/2012
Svenska superligan 2011/2012 var Sveriges högsta serie inom innebandy för herrar. Serien bestod av 14 lag som spelade en grundserie om totalt 26 omgångar, varefter det spelades ett slutspel mellan de åtta främsta lagen. Slutlig vinnare blev Storvreta IBK som besegrade IBK Dalen med 5–3 i finalen.

## Deltagande lag
- AIK Innebandy
- Caperiotäby FC
- FC Helsingborg
- Hide-a-lite Mullsjö AIS
- IBF Falun
- IBK Dalen
- IK Sirius IBK
- Jönköpings IK (Nykomlingar)
- Linköping IBK
- Pixbo Wallenstam IBK
- Storvreta IBK (Regerande mästare)
- Tyresö Trollbäcken IBK (Nykomlingar)
- Umeå City IBK
- Warbergs IC 85

## Tabell
Nr = Placering, S = Spelade, V = Vinster, O = Oavgjorda, F = Förluster, ÖV = Övertidsvinster, GM - IM = Gjorda mål - Insläppta mål, MSK = Målskillnad, P = Poäng
|  |                              |
|  | Till slutspel                |
|  | Nedflyttade till Allsvenskan |

## Slutspel

### Kvartsfinaler
- IBK Dalen - Caperiotäby FC: 3-1 i matcher
  - Caperiotäby FC - IBK Dalen: 6-5
  - IBK Dalen - Caperiotäby FC: 5-0
  - Caperiotäby FC - IBK Dalen: 4-10
  - IBK Dalen - Caperiotäby FC: 5-2
- IBF Falun - FC Helsingborg: 3-2 i matcher
  - IBF Falun - FC Helsingborg: 6-5 (efter sudden death)
  - FC Helsingborg - IBF Falun: 7-6
  - IBF Falun - FC Helsingborg: 10-5
  - FC Helsingborg - IBF Falun: 6-5
  - IBF Falun - FC Helsingborg: 8-7 (efter straffar)
- Storvreta IBK - Linköping IBK: 3-0 i matcher
  - Storvreta IBK - Linköping IBK: 9-5
  - Linköping IBK - Storvreta IBK: 4-9
  - Storvreta IBK - Linköping IBK: 5-1
- Pixbo IBK - Warberg IC: 3-2 i matcher
  - Pixbo IBK - Warberg IC: 4-5
  - Warberg IC - Pixbo IBK: 6-7
  - Pixbo IBK - Warberg IC: 1-5
  - Warberg IC - Pixbo IBK: 5-6
  - Pixbo IBK - Warberg IC: 5-4 (efter sudden death)

### Semifinaler
- Storvreta IBK - IBF Falun: 3-2 i matcher
  - Storvreta IBK - IBF Falun: 4-8
  - IBF Falun - Storvreta IBK: 5-6
  - Storvreta IBK - IBF Falun: 6-5
  - IBF Falun - Storvreta IBK: 7-1
  - Storvreta IBK - IBF Falun: 8-3
- IBK Dalen - Pixbo IBK: 3-1 i matcher
  - Pixbo IBK - IBK Dalen: 4-5
  - IBK Dalen - Pixbo IBK: 6-5
  - Pixbo IBK - IBK Dalen: 5-3
  - IBK Dalen - Pixbo IBK: 8-3

### Final
- Storvreta IBK - IBK Dalen 5-3